# Brandon Figueroa
Brandon Lee Figueroa (Weslaco, Texas, 29 de diciembre de 1996) es un boxeador estadounidense. Es el ex campeón de Peso Supergallo de la WBC y de la WBA, Actualmente es el campeón mundial interino de la WBC en Peso Pluma desde el 4 de marzo de 2023 tras derrotar al excampeón Mark Magsayo.

## Vida personal
Brandon es el hermano menor del ex campeón de peso ligero del WBC, Omar Figueroa Jr..

## Carrera profesional

### Inicios
Figueroa hizo su debut profesional contra Héctor Gutiérrez el 9 de mayo de 2015. Ganó la pelea por decisión unánime. Amasó un récord de 18-0 durante los siguientes cuatro años, con 13 victorias por detención.

### Campeón interino de la WBA

#### Figueroa vs. Parejo
Figueroa estaba programado para enfrentar a Yonfrez Parejo por el título vacante interino supergallo de la AMB el 20 de abril de 2019, en el Dignity Health Sports Park en Carson, California. Figueroa ganó la pelea por nocaut tras ocho asaltos. Aunque los primeros cuatro asaltos fueron parejos, Fighureoa comenzó a tomar el relevo desde el quinto asalto en adelante, lo que obligó a Parejo a retirarse de la pelea después del octavo asalto.

#### Figueroa vs. Chacon
En su primera defensa del título interino de peso súper gallo de la AMB, el 20 de abril de 2019, en el Bert Ogden Arena en Edinburg, Texas. La pelea estaba programada para la cartelera del choque de peso wélter entre Danny García y Adrián Granados. Figueroa ganó la pelea por un nocaut en el cuarto asalto, derribando a Chacón con una combinación de ganchos en la marca de 2 minutos del asalto. En el momento del paro, Figueroa tenía una ventaja de 96 a 18 en golpes aterrizados.

### Campeón regular de la WBA

#### Figueroa vs. Ceja
Figueroa estaba programado para defender su título regular de peso súper gallo de la AMB contra Julio Ceja en la cartelera de la pelea entre Deontay Wilder vs Luis Ortiz II. La pelea estaba programada para el 23 de noviembre de 2019 en el MGM Grand Garden Arena en Paradise, Nevada. Ceja pesó 4.5 libras por encima del límite de peso de 122 libras, lo que significa que el título solo estaba en juego para Figueroa. La pelea se dictaminó como un empate por decisión dividida después de doce asaltos, con un juez anotando 116-112 para Ceja, el segundo 115-113 para Figueroa, mientras que el tercer juez anotó la pelea como un empate 114-114.

#### Figueroa vs. Vazquez
Figueroa estaba programado para hacer su segunda defensa del título de la AMB contra Damien Vázquez en la cartelera de The Charlos vs. Derevyanchenko y Rosario. La cartelera estaba programada para el 26 de septiembre de 2020 en el Mohegan Sun Arena en Montville, Connecticut. Figueroa fue visto como un favorito masivo de cara a la pelea, y un medio de comunicación lo describió como "una pelea sintonizada para Figueroa". Figueroa ganó la pelea por nocaut técnico en el décimo asalto.

### Campeón de peso supergallo de la WBC

#### Figueroa vs. Nery
Figueroa estaba programado para hacer la segunda defensa de su título de la AMB (Regular) en una pelea de unificación del título contra el entonces campeón de peso súper gallo del CMB, Luis Nery. Luego de un período de negociación de cuatro meses, la pelea estaba programada para el 15 de mayo de 2021 en el Dignity Health Sports Park en Carson, California, Estados Unidos.
Figueroa ganó la pelea por nocaut técnico, derribando a Nery con una serie de golpes al cuerpo en la última parte del séptimo asalto. Como Nery no pudo ponerse de pie durante la cuenta de diez del árbitro Thomas Taylor, la pelea fue oficialmente detenida en el minuto 2:18. Los tres jueces oficiales estaban divididos en sus tarjetas al momento del paro: uno tenía a Figueroa arriba 58-56, el segundo juez tenía a Nery arriba 59-55, mientras que el tercer juez vio la pelea como un empate 57-57.

#### Figueroa vs. Fulton
Figueroa está programado para enfrentar al actual campeón de peso súper gallo de la OMB, Stephen Fulton, en una pelea de unificación por el título. La pelea estaba programada para el 11 de septiembre de 2021, antes de posponerse una semana para reemplazar la pelea de Canelo Álvarez y Caleb Plant como el evento principal de la cartelera de PBC del 18 de septiembre. La pelea se pospuso por segunda vez el 8 de septiembre, ya que Figueroa dio positivo por COVID-19. La pelea fue reprogramada para el 27 de noviembre de 2021.

## Récord profesional
| 25 Ganadas (18 KOs), 2 Derrotas, 1 Empate |        |                        |      |               |                          |                                                      | |
| Res.                                      | Récord | Oponente               | Tipo | Round, Tiempo | Datos                    | Localidad                                            | Notas |
| D                                         | 25–2–1 | Stephen Fulton         | UD   | 12            | 1 de febrero de 2025     | T-Mobile Arena, Paradise, Nevada, U.S.               | Pierde el título Mundial de la WBC en Peso Pluma.                                                              |
| G                                         | 25–1–1 | Jessie Magdaleno       | KO   | 9 (12), 2:59  | 4 de mayo de 2024        | T-Mobile Arena, Paradise, Nevada, U.S.               | Retiene el título Mundial Interino de la WBC en Peso Pluma.                                                    |
| G                                         | 24–1–1 | Mark Magsayo           | UD   | 12            | 4 de marzo de 2023       | Toyota Arena, Ontario, California, U.S.              | Ganó el título Mundial Interino de la WBC en Peso Pluma.                                                       |
| G                                         | 23–1–1 | Carlos Castro          | TKO  | 6 (12), 2:11  | 9 de julio de 2022       | Alamodome, San Antonio, Texas, U.S.                  | Debut del Peso Pluma.                                                                                          |
| D                                         | 22–1–1 | Stephen Fulton         | MD   | 12            | 27 de noviembre de 2021  | Park MGM, Paradise, Nevada, U.S.                     | Pierde el título mundial de la WBC del peso supergallo; Por el título mundial de la WBO del peso supergallo.   |
| G                                         | 22–0–1 | Luis Nery              | KO   | 7 (12), 2:18  | 15 de mayo de 2021       | Dignity Health Sports Park, Carson, California, U.S. | Retiene el título Regular de la WBA del peso supergallo; Ganó el título mundial de la WBC del peso supergallo. |
| G                                         | 21–0–1 | Damien Vazquez         | TKO  | 10 (12), 1:18 | 26 de septiembre de 2020 | Mohegan Sun Arena, Montville, Connecticut, U.S.      | Retiene el título Regular de la WBA del peso supergallo                                                        |
| E                                         | 20–0–1 | Julio Ceja             | SD   | 12            | 23 de noviembre de 2019  | MGM Grand Garden Arena, Paradise, Nevada, U.S.       | Retiene el título Regular de la WBA del peso supergallo                                                        |
| G                                         | 20–0   | Javier Nicolas Chacon  | KO   | 4 (12), 0:55  | 24 de agosto de 2019     | Bert Ogden Arena, Edinburg, Texas, U.S.              | Retiene el título interino de la WBA del peso supergallo                                                       |
| G                                         | 19–0   | Yonfrez Parejo         | RTD  | 8 (12), 3:00  | 20 de abril de 2019      | Dignity Health Sports Park, Carson, California, U.S. | Ganó el título interino de la WBA del peso supergallo.                                                         |
| G                                         | 18–0   | Moises Flores          | KO   | 3 (12), 1:45  | 13 de enero de 2019      | Microsoft Theater, Los Ángeles, California, U.S.     | |
| G                                         | 17–0   | Óscar Escandón         | KO   | 10 (10), 2:11 | 30 de septiembre de 2018 | Toyota Arena, Ontario, California, U.S.              | |
| G                                         | 16–0   | Luis Roy Suárez Cruz   | TKO  | 1 (8), 2:57   | 4 de agosto de 2018      | Nassau Coliseum, Uniondale, New York, U.S.           | |
| G                                         | 15–0   | Giovanni Delgado       | TKO  | 7 (8), 0:45   | 10 de marzo de 2018      | Freeman Coliseum, San Antonio, Texas, U.S.           | |
| G                                         | 14–0   | Victor Proa            | TKO  | 4 (8), 1:15   | 14 de octubre de 2017    | Livestock Showground, Mercedes, Texas, U.S.          | |
| G                                         | 13–0   | Fatiou Fassinou        | UD   | 8             | 15 de julio de 2017      | Nassau Coliseum, Uniondale, New York, U.S.           | |
| G                                         | 12–0   | Luis Fernando Saavedra | UD   | 8             | 2 de mayo de 2017        | Sportsmen's Lodge, Los Ángeles, California, U.S.     | |
| G                                         | 11–0   | Raul Chirino           | TKO  | 4 (6), 2:54   | 21 de febrero de 2017    | Silver Street Studios, Houston, Texas, U.S.          | |
| G                                         | 10–0   | Raymond Chacon         | UD   | 6             | 8 de octubre de 2016     | Sports Arena, Brownsville, Texas, U.S.               | |
| G                                         | 9–0    | Adalberto Zorrilla     | KO   | 3 (6), 1:20   | 23 de julio de 2016      | Scottish Rite Theatre, San Antonio, Texas, U.S.      | |
| G                                         | 8–0    | Oldier Landin          | TKO  | 2 (6), 2:45   | 25 de junio de 2016      | Scottish Rite Theatre, San Antonio, Texas, U.S.      | |
| G                                         | 7–0    | Jonell Nieves          | TKO  | 5 (6), 1:31   | 28 de mayo de 2016       | Cowboys Dance Hall, San Antonio, Texas, U.S.         | |
| G                                         | 6–0    | Jahaziel Vazquez       | TKO  | 2 (4), 0:30   | 23 de abril de 2016      | Pharr Events Center, Pharr, Texas, U.S.              | |
| G                                         | 5–0    | Harold Reyes           | TKO  | 6 (6), 2:25   | 12 de enero de 2016      | Cowboys Dance Hall, San Antonio, Texas, U.S.         | |
| G                                         | 4–0    | Francisco Muro         | UD   | 4             | 12 de diciembre de 2015  | AT&T Center, San Antonio, Texas, U.S.                | |
| G                                         | 3–0    | Ramiro Ruiz            | TKO  | 4 (4), 1:17   | 10 de octubre de 2015    | Pharr Events Center, Pharr, Texas, U.S.              | |
| G                                         | 2–0    | Ricardo Mena           | TKO  | 1 (4), 0:51   | 26 de junio de 2015      | State Farm Arena, Hidalgo, Texas, U.S.               | |
| G                                         | 1–0    | Hector Gutierrez       | UD   | 4             | 9 de mayo de 2015        | State Farm Arena, Hidalgo, Texas, U.S.               | |